# Liaoning Nuzi Paiqiu Dui
Lo Liaoning Nuzi Paiqiu Dui (辽宁女子排球队S, Liáoníng Nǚzǐ Páiqiú DuìP) è una società pallavolistica femminile cinese, con sede a Dalian: milita nel campionato cinese di Chinese Volleyball Super League, .

## Storia
La squadra di pallavolo femminile dello Liaoning Nuzi Paiqiu Dui debutta nel campionato cinese sin dalla sua fondazione, prendendo parte alla Chinese Volleyball League nella stagione 1996-97 e classificandosi al quinto posto. Nel campionato successivo termina però in settima posizione, finendo per retrocedere nella Volleyball League B, dopo per gioca un solo anno, ottenendo la promozione nella massima serie nel 1999.
Nel campionato 1999-00 la squadra sfiora l'ingresso sul podio, terminando al quarto posto, ma riesce a migliorarsi già nel campionato successivo, occupando la terza piazza. Nella stagione 2001-02 lo Liaoning gioca la sua prima finale scudetto, perdendo però contro il Bayi Nuzi Paiqiu Dui; la squadra resta al vertice anche campionati 2002-03 e 2003-04, raggiungendo nuovamente il terzo posto.
Dopo il quinto posto nell'annata 2004-05, nella stagione 2005-06 lo Liaoning vince il primo scudetto della propria storia, sconfiggendo in finale il Tianjin Nuzi Paiqiu Dui; le due formazioni sin incontrano nuovamente nella finale scudetto del campionato successivo, ma questa volta sono le rivali a vincere. Grazie alla vittoria del titolo nazionale, la squadra si qualifica al campionato asiatico per club 2007, dove chiude con un modestissimo sesto posto.
Dopo il quarto posto dell'annata 2007-08 la qualità dei risultati dello Liaoning cala precipitosamente, portando la squadra a lottare per la salvezza, con piazzamenti di medio-bassa classifica.

## Rosa 2015-2016
| N° | Nome           | Ruolo | Data di nascita  | Nazionalità sportiva |
| -- | -------------- | ----- | ---------------- | -------------------- |
| 1  | Wang Mengyi    | S     | 13 agosto 1995   | Cina                 |
| 2  | Yan Ni         | C     | 2 marzo 1987     | Cina                 |
| 3  | Li Man         | S     | 16 aprile 1989   | Cina                 |
| 4  | Liu Dan        | S/O   | 29 agosto 1989   | Cina                 |
| 5  | Zhao Yang      | C     | 10 maggio 1989   | Cina                 |
| 6  | Lao Meiqi      | P     | 17 maggio 1989   | Cina                 |
| 7  | Li Dandan      | S     | 5 aprile 1991    | Cina                 |
| 8  | Ding Xia       | P     | 13 gennaio 1990  | Cina                 |
| 9  | Wang Yimei     | S     | 11 gennaio 1988  | Cina                 |
| 10 | Duan Fang      | S     | 26 dicembre 1994 | Cina                 |
| 11 | Jin Yu         | L     | 4 luglio 1995    | Cina                 |
| 12 | Zhang Xiaochen | S     | 19 dicembre 1988 | Cina                 |
| 14 | Ren Ruizhuo    | S     | 29 ottobre 1992  | Cina                 |
| 15 | Gong Meizi     | L     | 17 aprile 1995   | Cina                 |
| 16 | Xu Yanan       | S/O   | 8 novembre 1994  | Cina                 |
| 17 | Li Aitong      | C     | 30 marzo 1989    | Cina                 |
| 18 | Li Yuwei       | S     | 25 giugno 1994   | Cina                 |

## Palmarès
- Campionato cinese: 1

2005-06